# Circolo Schermistico Dauno
Il Circolo Schermistico Dauno è la principale società schermistica di Foggia. Fondato nel 1961, è tra le principali squadre nazionali.
A livello individuale, gli schermidori del circolo sono riusciti a conquistare 3 titoli mondiali, oltre che a 67 titoli nazionali.
Inoltre il Circolo Schermistico Dauno ha vinto uno scudetto ed una Coppa Italia nel 2003.
Nel Circolo sono cresciuti Marco Tricarico, Marianna Tricarico, Luigi Samele, Martina Criscio, Francesco D'Armiento, Francesco Bonsanto,     (tutti vincitori di titoli mondiali) e Fabrizio Verrone.